# خاورکاج اولین
خاورکاج اِوِلین (نام علمی: Keteleeria evelyniana) نام یک گونه از سرده خاورکاج‌ها است.